# لینا سادلر
لینا کلوگ سادلر (انگلیسی: Lena Sadler; ۹ ژوئن ۱۸۷۵ – ۸ اوت ۱۹۳۹) پزشک، جراح، متخصص زنان و زایمان و طرفدار اصلاح نژاد آمریکایی بود که به عنوان یکی از پیشگامان حوزه سلامت زنان شناخته می‌شد. او در وِت پرِری، شهرستان کالهون، میشیگان متولد شد و پس از اتمام تحصیلات ادبی، ابتدا به تدریس پرداخت و سپس وارد حرفه پرستاری شد.

## اوایل زندگی و تحصیل
سادلر در طول دوران حرفه‌ای خود به عنوان متخصص زنان و زایمان در بیمارستان کلمبوس و بیمارستان کودکان مموریال فعالیت می‌کرد. او عضو برجسته کالج جراحان آمریکا، انجمن پزشکی آمریکا و انجمن بین‌المللی زنان پزشک بود و به عنوان معاون مدیر مؤسسه تحقیقات و تشخیص شیکاگو خدمت می‌کرد. از دیگر نقش‌های مهم او می‌توان به بنیانگذاری انجمن زنان پزشک آمریکا اشاره کرد که در سال‌های ۱۹۲۵–۱۹۲۶ به عنوان دبیر و در سال ۱۹۳۴ به عنوان رئیس این انجمن فعالیت داشت.
در سال‌های ۱۹۲۵ و ۱۹۲۶، سادلر به ترتیب به عنوان رئیس بخش رفاه کودک فدراسیون زنان ایلینوی و رئیس بخش بهداشت عمومی و رفاه کودک ایالت ایلینوی منصوب شد. او در این سمت‌ها نقش کلیدی در ایجاد همکاری بین چهار سازمان بزرگ ایالتی شامل انجمن پزشکی ایالت ایلینوی، انجمن دندانپزشکی ایالت ایلینوی، اداره بهداشت عمومی ایالت و فدراسیون زنان ایلینوی ایفا کرد. سادلر همچنین در سال‌های ۱۹۲۹ و ۱۹۳۰ ریاست انجمن زنان پزشک شیکاگو را بر عهده داشت و عضو چندین سازمان معتبر پزشکی و اجتماعی دیگر بود.
در دوران تحصیل پرستاری، سادلر با ویلیام اس. سادلر آشنا شد و در ۱۸۹۷ با او ازدواج کرد. این زوج به دلیل علاقه مشترک به مسائل بهداشتی، به تحصیل در پزشکی روی آوردند و هر دو در سال ۱۹۰۶ با رتبه‌های ممتاز از کالج پزشکی مبلغین آمریکایی فارغ‌التحصیل شدند. آن‌ها به مدت بیست سال در مأموریت‌های نجات کلیسای ادونتیست‌های روز هفتم در شیکاگو و سانفرانسیسکو خدمت کردند و لنا به ویژه به زنان زندانی در زندان‌های شیکاگو خدمات ارائه می‌داد.
سادلر در دهه ۱۹۲۰ تاریخچه زنان پزشک در ایلینوی را تهیه کرد و نظرسنجی‌ای از قابله‌های شیکاگو تحت حمایت اداره بهداشت شیکاگو انجام داد. او همچنین اولین گروه از دوستان را در خانه‌شان گرد هم آورد که بعدها به نام فوروم شناخته شدند و این جلسات منجر به نگارش مقالات کتاب اورانشیا شد. در سال ۱۹۲۸، سادلر به همراه خانواده‌اش برای تحصیلات تکمیلی به پاریس سفر کرد. روزنامه شیکاگو تریبون در ۲۲ ژانویه ۱۹۲۸ در مقاله‌ای با عنوان «تاریخچه باشگاه زنان نشان‌دهنده خدمات به شهر است»، از او به همراه جین آدامز به عنوان اعضای برجسته باشگاه زنان شیکاگو نام برد.
دکتر برتا ون هوسن، جراح پتیکوات میشیگان، به یاد می‌آورد: «در سال ۱۸۹۲، شیکاگو و طبابت آنقدر برای من جدید بود که حتی از مبارزه ای که زنان پزشکی در آن زمان برای نمایندگی در نمایشگاه جهانی کلمبیا به راه انداختند، آگاه نبودم. وقتی دکتر سارا هکت استیونسون متوجه شد که هیچ‌یک از زنان فوق‌العاده او را در کنار هم جمع می‌کند. و موفق به گرفتن اعتبار دولتی برای نمایشگاه یک بیمارستان زنان شد. ساختمانی ساخته شد که در آن پزشکان زن کمک‌های اولیه را انجام دادند و هزاران بیمار را مداوا کردند… چهل سال بعد، زمانی که مقدمات قرن پیشرفت به پایان رسید، زنان پزشکی دوباره کنار گذاشته شدند.»